# Clara Pontoppidan
Clara Pontoppidan, född Rasmussen 23 april 1883 i Köpenhamn, död 22 januari 1975 i Köpenhamn, var en dansk skådespelerska. Hon var som Clara Wieth en av stumfilmens stora stjärnor och grundlade samtidigt sin ställning inom dansk scenkonst vid flera olika privatteatrar. 1906–1917 var hon gift med skådespelaren Carlo Wieth, och från 1920 med läkaren Povl Vilhelm Pontoppidan.

## Biografi
Pontoppidan gick som barn i balettskolan på Det Kongelige Teater, där hon första gången uppträdde som skådespelare 1900, då hon spelade en älva i En midsommarnattsdröm, men fastän hon flera gånger väckte uppmärksamhet och gjorde lycka som Vita Binder i Peter Andreas Rosenbergs Hjælpen i maj 1904 fick hon ingen anställning. Från 1905 tillhörde Pontoppidan olika privatteatrar i Köpenhamn, särskilt Dagmarteatret. Sitt folkliga genombrott fick hon dock på Alexandrateatret (1914–1917), som Helene i Gaston Arman de Caillavets La belle aventure.
1925 återkom Pontoppidan till Det Kongelige Teater, där hon var en av de ledande krafter, utförde en mängd stora karaktärsskildringar och stod som dansk teaters "grand old lady". Hon uppträdde också i tv-teatern, bland annat som fru Levin i Henri Nathansens Indenfor Murene, och som H.C. Andersen-uppläsare. Förutom sina karaktärsroller kunde hon även skapa bisarra och fantasifulla komiska figurer.
Pontoppidan var hela livet en viktig stöttepelare i dansk film, mest anmärkningsvärd i Mens porten var lukket (1948) och Dammsugarligan (1963). Hennes sista film var Takt og tone i himmelsengen (1972). Hennes memoarer är utgivna under titeln Eet liv - mange liv (fyra band, 1949–1963).

## Filmografi (urval)
- 1910 – Dorian Grays Portræt
- 1911 – Mormonens offer
- 1911 – Den hvita slafhandelns sista offer
- 1911 – Framför fängelsets portar
- 1913 – På livets ödesvägar
- 1913 – Miraklet
- 1914 – Prästen
- 1914 – Kammarjunkaren
- 1914 – Bröderna
- 1914 – Bra flicka reder sig själv
- 1915 – En förvillelse
- 1921 – Blade af Satans bog
- 1922 – Det var en gång
- 1922 – Häxan
- 1948 – Mens porten var lukket
- 1963 – Dammsugarligan
- 1973 – Takt och ton i himmelsängen

## Utmärkelser
- Ingenio et arti,  1931[1]
- Tagea Brandts Rejselegat,  1937
- Förtjänstmedaljen i guld,  1948[2]
- Kommendör av Dannebrogorden,  1959[1]
- Kaj Munk-priset,  1964[3]

[Redigera Wikidata]